# Lukahammer
Lukahammer ist ein Ortsteil der Stadt Oberviechtach im Oberpfälzer Landkreis Schwandorf in Bayern.

## Geographische Lage
Lukahammer liegt wenige Meter unterhalb der Staatsstraße 2160 und der Ortschaft Pirkhof
im Tal der Murach. Der Murach stellt sich südlich von Lukahammer das Granitmassiv des 643 m hohen Roßhaupts in den Weg, so dass sie nach Westen ausweicht. Die aufgestaute Murach bildet bei Lukahammer den Mühlweiher.

## Geschichte
In Lukahammer wurde vom 15. bis zum 17. Jahrhundert ein Schienhammer betrieben. Er hatte als Hammerzeichen einen Pelikan. Im 16. Jahrhundert wurde von Lukahammer aus, wegen der befürchteten Konkurrenz, vergeblich versucht, die Wiedererrichtung des Hammers in Plechhammer durch Peter Zollatsch aus Waltenried zu verhindern. 1602 saß der Eisengewerke Sandthöfer auf dem Hammer, ihm folgten die Klausewitz. Aus einem Bericht des Johann German Barbing an den Kurfürst Ferdinand Maria vom 16. Januar 1666 heißt es: „Luckha. Ein Eisen- oder Schinhammer, und seit anno 1621 aus bekannten Ursachen öd, die Hammergebäude dergestalt ruiniert, daß allein die häusliche Wohnung, so ebenfalls baufällig und dermalen unbewohnt steht, vorhanden ist. Daher liegen auch die Felder und ‚Wyßmather‘ unbebaut darnieder. Zugeständig ist der Hammer Hans Christoph Klausewitzer. Zum Wiederaufbau fehlen Kl. die Mittel.“
Im 18. Jahrhundert, nach dem Niedergang des Hammerwerkes, wurden in Lukahammer vier Glasschleifen errichtet, die ab 1762 von den böhmischen Glasmeister-Geschlechtern der Schmauß und Hafenbrädl, vom Freiherrn von Murach und vom Geschlecht der Suckart betrieben wurden. Sie gingen nach dem Ersten Weltkrieg ein. 1872 kaufte Wolfgang Kreuzer das alte Hammerwerk und stellte dort Werkzeug, Schaufeln und Pflugschare her. Sein Sohn Johann Nepomuk Kreuzer erweiterte das Werk um eine mechanische Werkstätte, die Einrichtungen für Schleifwerke erzeugte. Außerdem hatte er dort eine Reparaturwerkstätte für landwirtschaftliche Maschinen und stellte kleine Wasserkraftwerke und Mühleinrichtungen her. Infolge ungünstiger wirtschaftlicher Verhältnisse legte sein Sohn Georg Kreuzer 1930 den Betrieb still. Die Anlage wird als Bodendenkmal unter der Aktennummer D-3-6540-0114 im Bayernatlas als „untertägige Befunde des abgegangenen frühneuzeitlichen Hammerschlosses von Lukahammer“ geführt. 
Zum Stichtag 23. März 1913 (Osterfest) wurde Lukahammer als Teil der Pfarrei Pullenried, Filialkirche Wildeppenried, mit vier Häusern und 34 Einwohnern aufgeführt. Am 31. Dezember 1990 hatte Lukahammer 26 Einwohner und gehörte zur Expositur Wildeppenried.

## Tourismus
Es gibt in Lukahammer eine Gastwirtschaft mit Übernachtungsmöglichkeit.

## Sehenswürdigkeiten
In Lukahammer befindet sich bei der Gaststätte Hammerschänke der ehenmals größte Bierkrug der Welt. Er wurde im Jahre 2004 in das Guinness-Buch der Rekorde eingetragen. Sein Fassungsvermögen beträgt 4718 Liter. Die aus Holz gefertigte Variante ist gegenüber neueren und größeren Weltrekordkrügen nicht so witterungsbeständig. Neuere Exemplare, häufig aus Metall, erreichen ein Mehrfaches der Größe. Trotzdem ist der Bierkrug einen Besuch wert. Es wird kein Eintritt verlangt.
Bei der Gaststätte ist die Geschichte des "Eisenhammers Lucka", der dem Ort seinen Namen gab, in einer kleinen Ausstellung dokumentiert. Verschiedene Exponate aus alter Zeit geben Einblick in die Arbeitsweise der Schmiede im damaligen Hammer.

## Bildergalerie

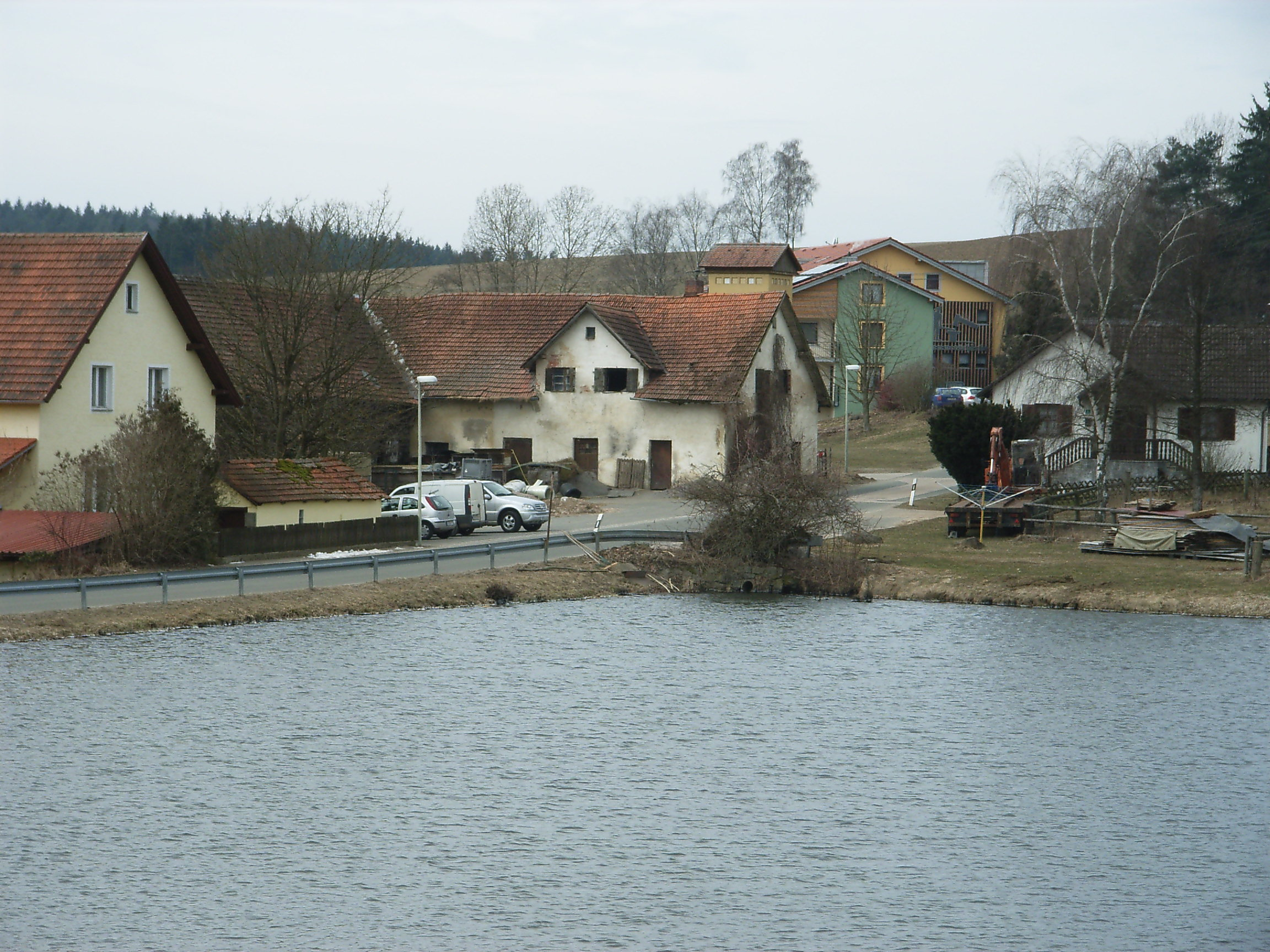
Lukahammer (2013)
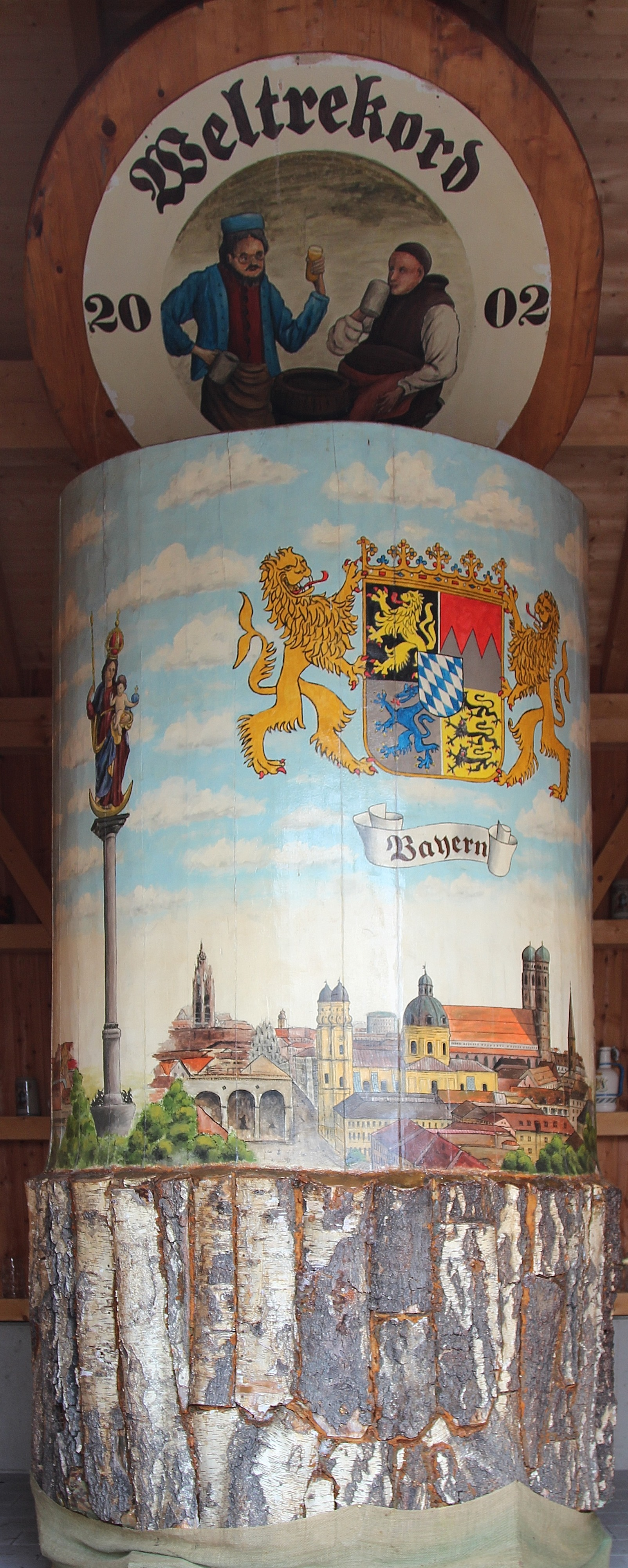
Ehemals "Größter Bierkrug der Welt"
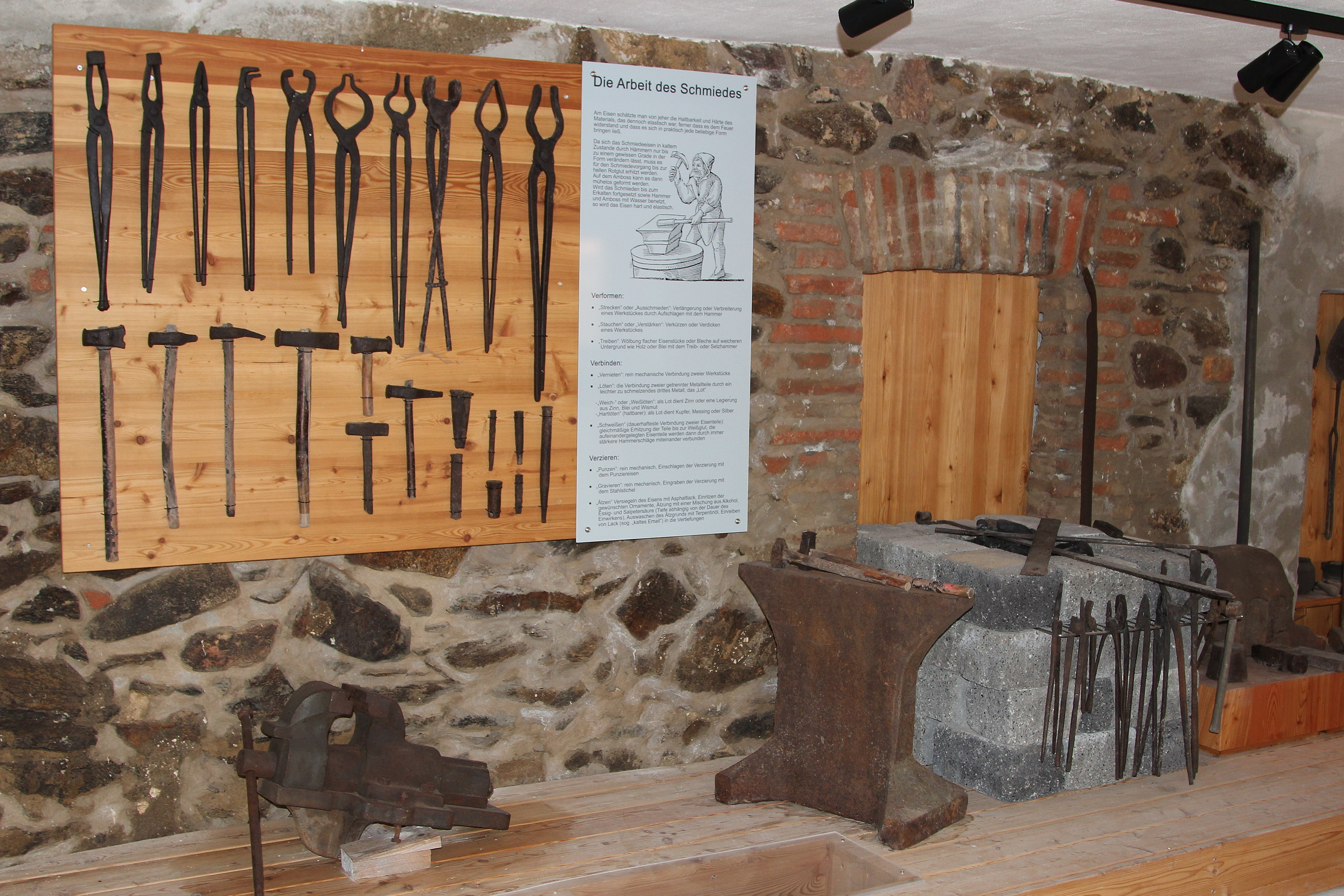
Ausstellung Hammerwesen
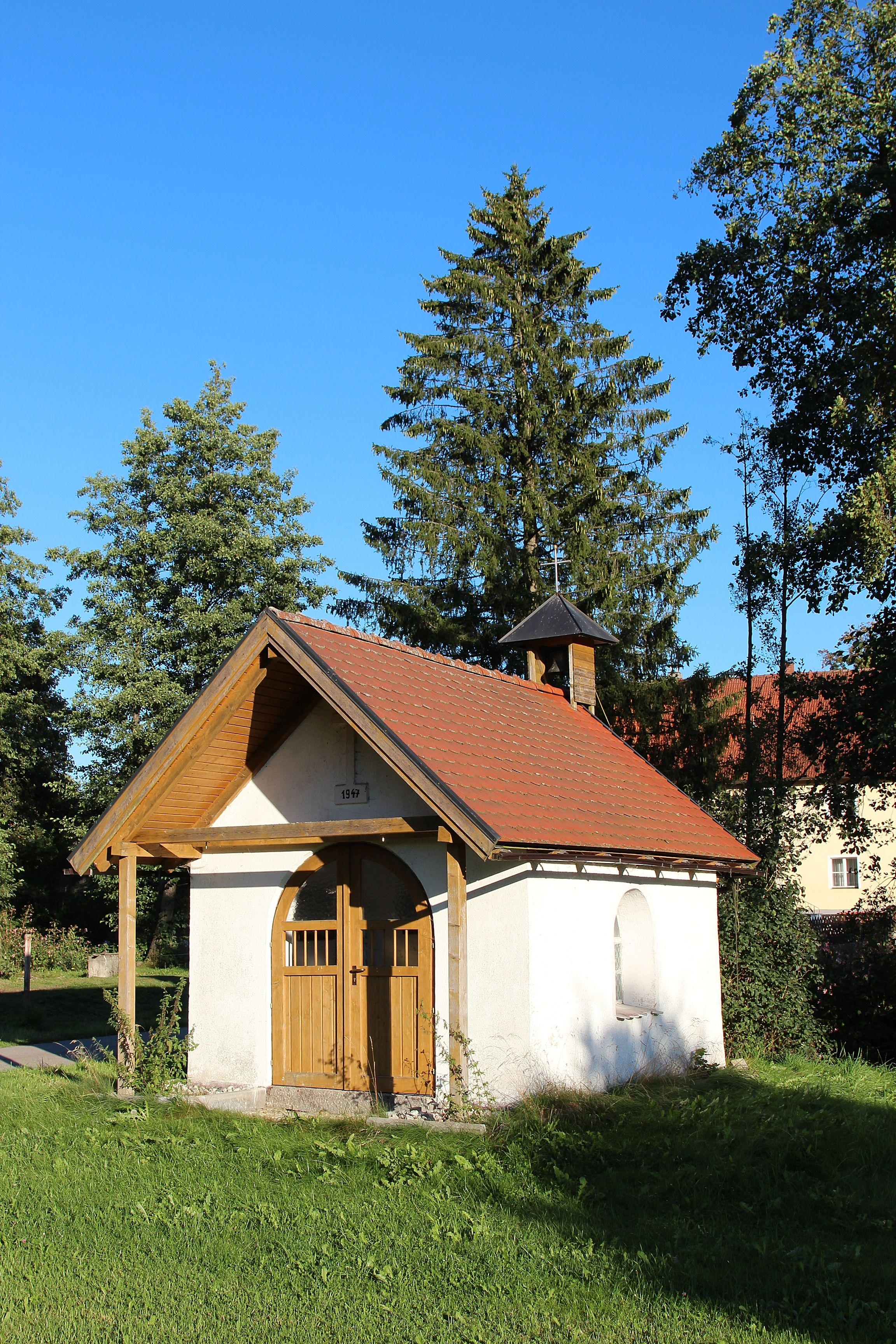
Kapelle (2013)